# 理查德·所罗门
理查德·所罗门三世（1992年6月18日—）為美國男子籃球運動員，從小學習跆拳道，12歲時考上初級黑帶（junior black belt），進入蒙哥馬利主教高中才開始接觸正規籃球，但高中剛開始所羅門還是主要從事跆拳道運動，高二結束以後所羅門被拉進籃球校隊，隔年因為家庭的經濟出現狀況轉學到弗雷德里克·K·C·普萊斯高中，遇上小學二年級就認識的艾倫·克拉比—也是該所高中創辦人的孫子，之後兩人一起加入加州大學柏克萊分校。
2018年11月所羅門代表美國參加2019年世界盃籃球賽美洲區資格賽。2020年9月所羅門加盟B1聯賽富山松雞。2021年4月所羅門的住所遭警方搜查，但涉嫌違反《大麻管制法》被警方逮捕，富山松雞表示經雙方同意已終止合約，所羅門代表富山松雞出賽36場，場均可挹注16.8分、10.1籃板、1.3分助攻。2021年10月所羅門加盟花園城市學院。2022年8月所羅門加盟聖彼得堡澤尼特。2023年3月所羅門加盟現代博德魯姆體育。2023年7月所羅門加盟帕爾馬。2024年6月所羅門與中国男子篮球职业联赛北京首钢完成簽約。2024年9月北京首钢宣布簽下所羅門。

## 外部連結
- 理查德·所罗门在fiba.basketball（英语）
- 理查德·所罗门在土耳其籃球超級聯賽（英语）
- 理查德·所罗门在中国男子篮球职业联赛
- 理查德·所罗门在Basketball-Reference.com（NBA）（英语）
- 理查德·所罗门在Basketball-Reference.com（NBA G聯盟）（英语）
- 理查德·所罗门在Basketball-Reference.com（國際）（英语）
- 理查德·所罗门在Sports-Reference.com（NCAA）（英语）
- 理查德·所罗门在ESPN（NBA）（英语）
- 理查德·所罗门在Eurobasket.com（球員）（英语）
- 理查德·所罗门在Proballers（英语）
- 理查德·所罗门在RealGM（英语）
- 理查德·所罗门在中国篮球数据库
- 理查德·所罗门在Flashscore（英语）